# Maybanke Anderson
Maybanke Susannah Anderson, también conocida como Maybanke Wolstenholme (16 de febrero de 1845 – 15 de abril de 1927) fue una reformadora de Sídney involucrada en el sufragio femenino y la federación australiana de mujeres.

## Biografía
Maybanke Selfe nació en Kingston upon Thames, Reino Unido, cerca de la ciudad de Londres. Su familia emigró a Australia como colonos libres cuando tenía nueve años. Doce años después, en septiembre de 1867, se casó con Edmund Kay Wolstenholme, un comerciante de madera. La pareja tuvo siete hijos entre 1868 y 1879, cuatro de ellos murieron por una afección cardíaca antes de los cinco años. Los Wolstenholmes construyeron una gran casa llamada 'Maybanke' en Marrickville. Los últimos años del matrimonio fueron infelices; Edmund tuvo varios fracasos comerciales y se hizo alcohólico, dejando a la familia en 1884. Maybanke tuvo que esperar la aprobación de la Ley de Enmienda y Extensión del Divorcio en 1892 antes de poder divorciarse tras "tres años de deserción". El divorcio finalizó en 1893. Después de eso, fue apoyada financieramente por su hermano, Norman Selfe, con quien más tarde haría campaña por la reforma educativa.
En 1885, abrió la escuela Maybanke, un instituto femenino que operaba en su casa preparando a las niñas para el examen de ingreso a la Universidad de Sídney. Operando durante 10 años, la escuela fue posteriormente conocida como Maybanke College.

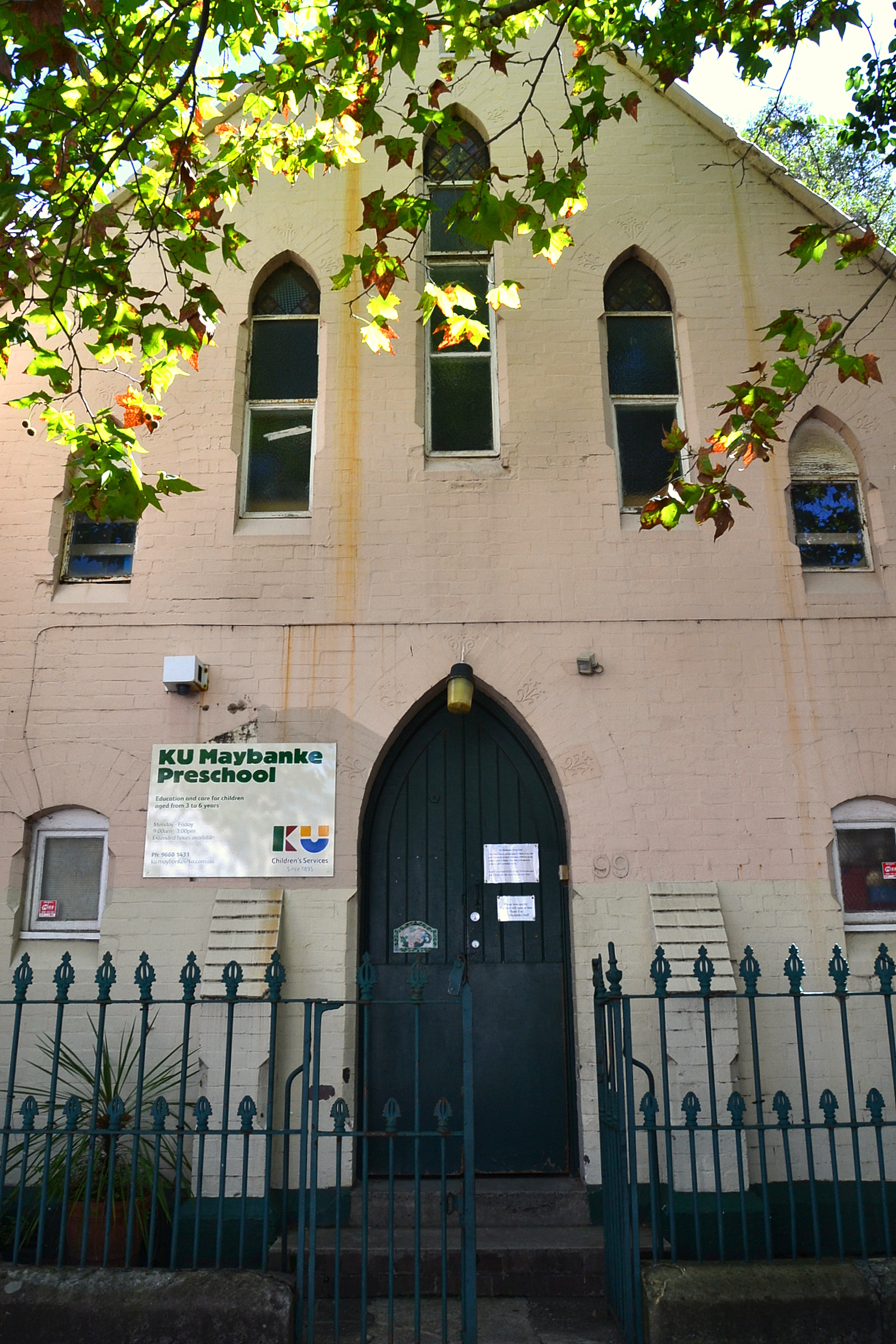
Kindergarten Maybanke en Pyrmont, Nueva Gales del Sur.

## Activismo
Después de su divorcio, tomó un papel activo en la promoción de los derechos de las mujeres y los niños. Se hizo activa en el movimiento de sufragio femenino; creía que el voto era "el núcleo de toda reforma". Fue vicepresidenta de la Sociedad Literaria de Mujeres iniciada por su amiga Rose Scott. Muchas de las miembros de la sociedad formaron la Liga de Sufragio de la Mujer de Nueva Gales del Sur (WSL) el 6 de mayo de 1891. En 1893 fue elegida para la presidencia de WSL, y fundó la Unión australiana de lectura en casa en el mismo año. La Unión fue un programa para promover la inducción organizando pequeños grupos de estudio en áreas rurales. 
En 1894, comenzó a publicar el periódico quincenal Woman's Voice. Por 18 meses, atrajo la atención de las mujeres sobre cuestiones de sufragio a nivel nacional e internacional. En 1895, estableció el primer jardín de infantes gratuito en Australia en Woolloomooloo como presidenta de la Unión de Kindergarten, ayudando a hijos de madres trabajadoras.
Los intentos del WSL para que el gobierno de Nueva Gales del Sur implementara el sufragio no fueron fructíferos; sin embargo, en 1897, Maybanke decidió solicitar la Convención Federal de 1897 en Adelaida. Razonó que esto tendría el voto de las mujeres escrito en la agenda federal. Por lo tanto, a las mujeres del sur y oeste de Australia que ya tenían el voto no se les podría quitar, y si hubiera sufragio a nivel federal, fluiría hacia los estados. En ese momento, también se involucró en el movimiento pro-federación. Renunció a la WSL en 1897. El sufragio se extendió a las mujeres de Nueva Gales del Sur en 1902. 
Maybanke fue incluida en el Cuadro de Honor Victoriano de Mujeres en 2001 en reconocimiento a sus logros.